# David Haussler

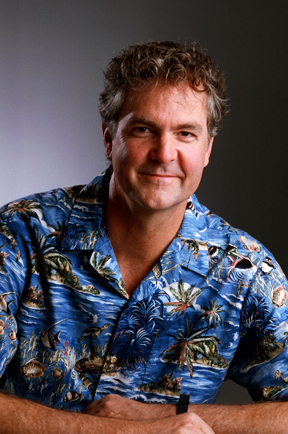
David Haussler

David Haussler (* Oktober 1953) ist ein US-amerikanischer Bioinformatiker.

## Leben
Haussler ist der Sohn eines Ingenieurs und wuchs in Los Angeles auf. Er interessierte sich zunächst für Malerei, was er 1971 einige Monate an der Akademie der Künste in San Francisco studierte, und Psychologie, die er zwei Jahre in Los Angeles am Immaculate Heart College (IHC) studierte. Ab 1973 studierte er Mathematik am Connecticut College mit dem Bachelor-Abschluss 1975. Nach einem Ferienjob im Labor seines älteren Bruders Mark, der Biochemiker an der University of Arizona war, begann er sich für Biologie zu interessieren, erkannte aber auch, dass Laborarbeit nicht seine Stärke war. Der Aufenthalt führte aber zu einer ersten Veröffentlichung in Science über den Metabolismus von Vitamin D. 1979 machte er seinen Master-Abschluss in Mathematik an der California Polytechnic State University in San Luis Obispo. Er studierte danach weiter Informatik an der University of Colorado at Boulder, wo er 1982 bei Andrzej Ehrenfeucht promoviert wurde (Insertion and Iterated Insertion as Operations on Formal Languages). In Colorado studierten damals auch weitere später führende Bioinformatiker wie Eugene Myers, der bald darauf an der Entwicklung des BLAST-Algorithmus beteiligt war, und Gary Stormo. Haussler selbst befasste sich zunächst mit Künstlicher Intelligenz und Statistik. In den 1990er Jahren wandte er sich dann wieder der Genetik zu und stieg an der University of California, Santa Cruz (UCSC) in das Human Genome Project ein. Er forscht zurzeit am Howard Hughes Medical Institute (HHMI).
Außerdem ist er Professor (Biomolecular Engineering) an der UCSC, und Direktor des dortigen Center for Biomolecular Science and Engineering. Er ist Ko-Direktor des California Institute for Quantitative Biomedical Research und Consulting Professor an der Stanford University School of Medicine und der University of California, San Francisco (Abteilung Biopharmazie).
Er ist Mitglied der National Academy of Sciences (2006), der California Academy of Science, der American Association for the Advancement of Science, der American Academy of Arts and Sciences und seit 2018 der National Academy of Engineering. Er erhielt den Dickson Prize in Science und den Allen Newell Award der Association for Computing Machinery (ACM) und der AAAI. 2005 gewann er den Classic Paper Award der American Association of Artificial Intelligence (AAAI). Er ist Mitglied der AAAI und der American Society of Human Genetics. 2008 erhielt er den Senior Scientist Accomplishment Award der International Society for Computational Biology und den Curt Stern Award der American Society for Human Genetics. 2001 wurde er Scientist of the Year des Research and Development Magazine. 2011 erhielt er den Weldon Memorial Prize. Für 2015 wurde ihm der Dan-David-Preis zugesprochen.
Zu seinen Doktoranden zählt Yoav Freund.
Haussler ist verheiratet und hat zwei Kinder.

## Werk
In den 1990er Jahren entwickelte er wichtige Algorithmen für die großen Gensequenzierungsprojekte, indem er Hidden-Markov-Modelle anwandte. Damit konnten für Proteine codierende Gene aus der Informationsfülle der Sequenzierungsdaten gefiltert werden. 1999 schloss er sich dem Human Genome Project an. Sein Student Jim Kent entwickelte ein Programm GigAssembler, mit dem die DNA des menschlichen Genoms (aus rund 3 Milliarden Basenpaaren) aus (damals rund 400.000 aus Laboren weltweit) vielen Schnipseln (die teilweise fehlerhaft waren) von Basensequenzen von bis einigen tausend Basen Länge zusammengesetzt werden konnte. Sie konnten damit (mit viel geringeren Mitteln) an der University of California, Santa Cruz (UCSC) gegenüber dem privaten Projekt von Celera Genomics (wo Eugene Myers die Informatik leitete) aufholen. Am 2. Juli 2000 wurde die gesamte Sequenz des menschlichen Genoms ins Internet gestellt. Haussler und Kollegen entwickelten dann den UCSC Browser, der die interaktive, mit Hintergrundinformationen angereicherte Betrachtung der Sequenz erlaubte.
Das Team von Haussler war danach auch an weiteren Sequenzierungsprojekten beteiligt (Maus, Drosophila, Schimpanse, Makake, Huhn, Ratte). Aus dem Vergleich des Erbmaterials konnten auch Rückschlüsse auf die Evolution gezogen werden. Haussler und Kollegen fanden in der Evolution kaum veränderte Gensequenzen – 481 Segmente mit mehr als 200 Basenpaaren (und 5000 mit über 100 Basenpaaren), die zwischen Mensch, Ratte und Maus völlig identisch waren (und fast identisch mit den entsprechenden Abschnitten bei Huhn und Hund). Die Rolle dieser Regionen ist nicht ganz klar. Sie codieren nicht für Proteine und gehören zu dem, was abfällig als junk DNA bezeichnet wurde, eine Änderung in ihnen ist aber mit einer hohen negativen Selektion verbunden. Haussler forscht mit Kollegen an ihrer Rolle in der Genregulation.
Durch Genvergleich konnte Haussler auch mit Kollegen mit 98-prozentiger Genauigkeit das Erbmaterial des gemeinsamen Säugetierahnen, der vor 100 Millionen Jahren lebte (einer Art Spitzmaus), rekonstruieren.
Außerdem konnten sie Abschnitte finden, die sich besonders beim Menschen verändert hatten (Human accelerated regions, HAR), unter anderem eine Region HAR 1, die besonders in den Cajal-Retzius Neuronen während der Embryonalentwicklung der ersten 7 bis 19 Wochen ausgelesen wird und eine Schlüsselrolle in der Entwicklung der Neocortex spielt.
In jüngster Zeit (2008) befasst er sich mit der Evolution ganzer Genome.